# Lista de episódios de Agora É Tarde com Danilo Gentili

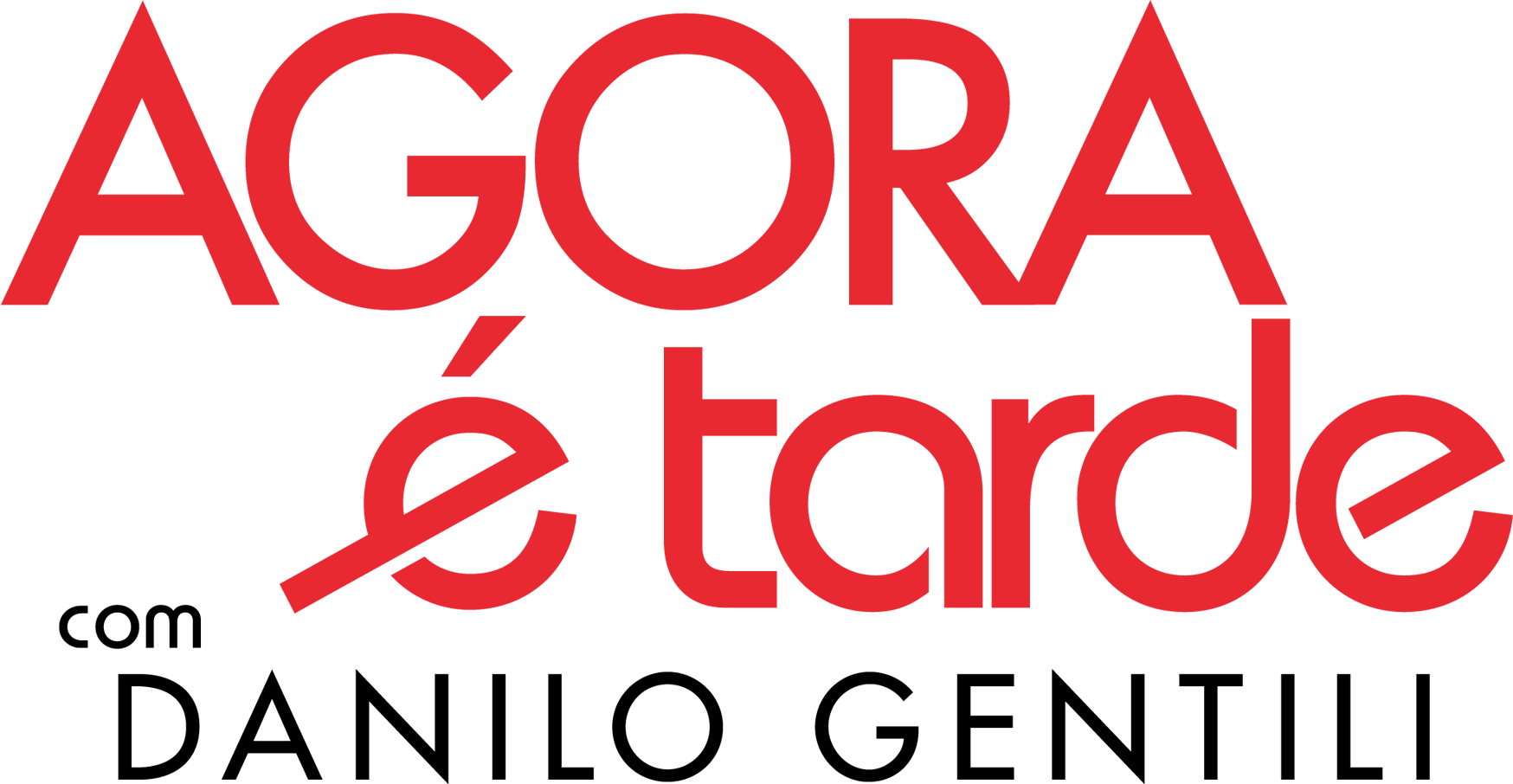
Logotipo do Agora É Tarde, usado no período em que foi apresentado por Danilo Gentili. Ele usa a fonte Futura nos nomes "Agora" e "Danilo Gentili" e a fonte Bauhaus em "É Tarde" e "com".

Entre 2011 e 2013, o comediante stand-up Danilo Gentili apresentou o late-night talk show Agora É Tarde, que foi criado por ele, exibido pela Band e produzido pela Eyeworks. Abaixo, estão listados os programas comandados por Gentili com o antigo elenco do programa, que hoje fazem parte do The Noite com Danilo Gentili, exibido até hoje pelo SBT.

## 1ª temporada (2011-2012)
A primeira temporada do programa foi ao ar entre 29 de junho de 2011 e 5 de janeiro de 2012 e teve 69 episódios no total.[carece de fontes?]

### Junho
| N.º                                                         | Data de exibição    | Convidado(s)     |
| ----------------------------------------------------------- | ------------------- | ---------------- |
| N/A                                                         | 29 de junho de 2011 | Marcelo Adnet    |
| [ 1 ]                                                       |                     |                  |
| Observação: Audiência: 5 pontos de média - 7 pontos de pico |                     |                  |
|                                                             |                     |                  |
| N/A                                                         | 30 de junho de 2011 | Marília Gabriela |
| [ 2 ]                                                       |                     |                  |
| Observação: Audiência: 5 pontos de média - 9 pontos de pico |                     |                  |
|                                                             |                     |                  |

### Julho
| N.º                                                                              | Data de exibição    | Convidado(s)      |
| -------------------------------------------------------------------------------- | ------------------- | ----------------- |
| N/A                                                                              | 6 de julho de 2011  | Lobão             |
|                                                                                  |                     |                   |
| Observação: Audiência: 4 pontos de média                                         |                     |                   |
|                                                                                  |                     |                   |
| N/A                                                                              | 7 de julho de 2011  | Marta Suplicy     |
| [ 3 ]                                                                            |                     |                   |
| Observação: Audiência: 4 pontos de média Convidado do Mesa Vermelha: Oscar Filho |                     |                   |
|                                                                                  |                     |                   |
| N/A                                                                              | 13 de julho de 2011 | Alexandre Frota   |
|                                                                                  |                     |                   |
|                                                                                  |                     |                   |
|                                                                                  |                     |                   |
| N/A                                                                              | 14 de julho de 2011 | Ariadna           |
|                                                                                  |                     |                   |
| Observação: Convidado do Mesa Vermelha: Bruno Motta                              |                     |                   |
|                                                                                  |                     |                   |
| N/A                                                                              | 20 de julho de 2011 | Sócrates          |
|                                                                                  |                     |                   |
|                                                                                  |                     |                   |
|                                                                                  |                     |                   |
| N/A                                                                              | 21 de julho de 2011 | Sérgio Mallandro  |
|                                                                                  |                     |                   |
| Observação: Convidado do Mesa Vermelha: Patrick Maia                             |                     |                   |
|                                                                                  |                     |                   |
| N/A                                                                              | 27 de julho de 2011 | Palmirinha Onofre |
|                                                                                  |                     |                   |
|                                                                                  |                     |                   |
|                                                                                  |                     |                   |
| N/A                                                                              | 28 de julho de 2011 | Adriane Galisteu  |
|                                                                                  |                     |                   |
| Observação: Convidado do Mesa Vermelha: Diogo Portugal                           |                     |                   |
|                                                                                  |                     |                   |

### Agosto
| N.º                                                        | Data de exibição     | Convidado(s)    |
| ---------------------------------------------------------- | -------------------- | --------------- |
| N/A                                                        | 3 de agosto de 2011  | Elza Soares     |
|                                                            |                      |                 |
|                                                            |                      |                 |
|                                                            |                      |                 |
| N/A                                                        | 4 de agosto de 2011  | Ronnie Von      |
|                                                            |                      |                 |
| Observação: Convidado do Mesa Vermelha: Victor Leal        |                      |                 |
|                                                            |                      |                 |
| N/A                                                        | 10 de agosto de 2011 | Mr. Catra       |
|                                                            |                      |                 |
|                                                            |                      |                 |
|                                                            |                      |                 |
| N/A                                                        | 11 de agosto de 2011 | Angela Ro Ro    |
|                                                            |                      |                 |
| Observação: Convidado do Mesa Vermelha: Maurício Meirelles |                      |                 |
|                                                            |                      |                 |
| N/A                                                        | 17 de agosto de 2011 | Sidney Magal    |
|                                                            |                      |                 |
|                                                            |                      |                 |
|                                                            |                      |                 |
| N/A                                                        | 18 de agosto de 2011 | Andrés Sanchez  |
|                                                            |                      |                 |
| Observação: Convidado do Mesa Vermelha: Marcos Castro      |                      |                 |
|                                                            |                      |                 |
| N/A                                                        | 24 de agosto de 2011 | Vítor Belfort   |
|                                                            |                      |                 |
|                                                            |                      |                 |
|                                                            |                      |                 |
| N/A                                                        | 25 de agosto de 2011 | Andressa Soares |
|                                                            |                      |                 |
| Observação: Convidado do Mesa Vermelha: Carol Zoccoli      |                      |                 |
|                                                            |                      |                 |
| N/A                                                        | 31 de agosto de 2011 | Nando Reis      |
|                                                            |                      |                 |
|                                                            |                      |                 |
|                                                            |                      |                 |

### Setembro
| N.º                                                     | Data de exibição       | Convidado(s)            |
| ------------------------------------------------------- | ---------------------- | ----------------------- |
| N/A                                                     | 1 de setembro de 2011  | Minotauro               |
|                                                         |                        |                         |
| Observação: Convidado do Mesa Vermelha: Geraldo Magela  |                        |                         |
|                                                         |                        |                         |
| N/A                                                     | 7 de setembro de 2011  | Ximena Navarrete        |
|                                                         |                        |                         |
|                                                         |                        |                         |
|                                                         |                        |                         |
| N/A                                                     | 8 de setembro de 2011  | Anderson Silva          |
|                                                         |                        |                         |
| Observação: Convidado do Mesa Vermelha: Felipe Andreoli |                        |                         |
|                                                         |                        |                         |
| N/A                                                     | 14 de setembro de 2011 | Carlos Alberto Riccelli |
|                                                         |                        |                         |
|                                                         |                        |                         |
|                                                         |                        |                         |
| N/A                                                     | 15 de setembro de 2011 | Édgar Vivar             |
|                                                         |                        |                         |
| Observação: Convidado do Mesa Vermelha: Márcio Ribeiro  |                        |                         |
|                                                         |                        |                         |
| N/A                                                     | 20 de setembro de 2011 | Dani Calabresa          |
|                                                         |                        |                         |
| Observação: Primeira exibição em uma terça-feira.       |                        |                         |
|                                                         |                        |                         |
| N/A                                                     | 21 de setembro de 2011 | Paulo César Pereio      |
|                                                         |                        |                         |
|                                                         |                        |                         |
|                                                         |                        |                         |
| N/A                                                     | 22 de setembro de 2011 | Ary Toledo              |
|                                                         |                        |                         |
| Observação: Convidado do Mesa Vermelha: Nany People     |                        |                         |
|                                                         |                        |                         |
| N/A                                                     | 27 de setembro de 2011 | Agnaldo Timóteo         |
| [ 4 ]                                                   |                        |                         |
|                                                         |                        |                         |
|                                                         |                        |                         |
| N/A                                                     | 28 de setembro de 2011 | Ricardo Boechat         |
|                                                         |                        |                         |
|                                                         |                        |                         |
|                                                         |                        |                         |
| N/A                                                     | 29 de setembro de 2011 | Serginho                |
|                                                         |                        |                         |
| Observação: Convidado do Mesa Vermelha: Murilo Gun      |                        |                         |
|                                                         |                        |                         |

### Outubro
| N.º                                                   | Data de exibição      | Convidado(s)                                           |
| ----------------------------------------------------- | --------------------- | ------------------------------------------------------ |
| N/A                                                   | 4 de outubro de 2011  | Ângela Bismarchi                                       |
|                                                       |                       |                                                        |
|                                                       |                       |                                                        |
|                                                       |                       |                                                        |
| N/A                                                   | 5 de outubro de 2011  | Renata Frisson                                         |
|                                                       |                       |                                                        |
|                                                       |                       |                                                        |
|                                                       |                       |                                                        |
| N/A                                                   | 6 de outubro de 2011  | Restart                                                |
|                                                       |                       |                                                        |
| Observação: Convidado do Mesa Vermelha: Marcio Ballas |                       |                                                        |
|                                                       |                       |                                                        |
| N/A                                                   | 11 de outubro de 2011 | Val Marchiori, Brunete Fraccaroli, Débora Rodrigues    |
|                                                       |                       |                                                        |
|                                                       |                       |                                                        |
|                                                       |                       |                                                        |
| N/A                                                   | 12 de outubro de 2011 | Maia (fotógrafa), Matheus (pastor), Lucas (violinista) |
|                                                       |                       |                                                        |
| Observação: Especial de Dia das Crianças.             |                       |                                                        |
|                                                       |                       |                                                        |
| N/A                                                   | 13 de outubro de 2011 | Marcelo Nova                                           |
|                                                       |                       |                                                        |
| Observação: Convidado do Mesa Vermelha: Fábio Rabin   |                       |                                                        |
|                                                       |                       |                                                        |
| N/A                                                   | 18 de outubro de 2011 | Jerry Adriani                                          |
|                                                       |                       |                                                        |
|                                                       |                       |                                                        |
|                                                       |                       |                                                        |
| N/A                                                   | 19 de outubro de 2011 | José Mojica Marins                                     |
|                                                       |                       |                                                        |
|                                                       |                       |                                                        |
|                                                       |                       |                                                        |
| N/A                                                   | 20 de outubro de 2011 | Nasi                                                   |
|                                                       |                       |                                                        |
| Observação: Convidado do Mesa Vermelha: Luiz França   |                       |                                                        |
|                                                       |                       |                                                        |
| N/A                                                   | 25 de outubro de 2011 | Eduardo Suplicy                                        |
|                                                       |                       |                                                        |
|                                                       |                       |                                                        |
|                                                       |                       |                                                        |
| N/A                                                   | 26 de outubro de 2011 | Tiago Abravanel                                        |
|                                                       |                       |                                                        |
|                                                       |                       |                                                        |
|                                                       |                       |                                                        |
| N/A                                                   | 27 de outubro de 2011 | Leo Mark                                               |
|                                                       |                       |                                                        |
| Observação: Convidado do Mesa Vermelha: Rafael Cortez |                       |                                                        |
|                                                       |                       |                                                        |

### Novembro
| N.º                                                      | Data de exibição       | Convidado(s)                                                         |
| -------------------------------------------------------- | ---------------------- | -------------------------------------------------------------------- |
| N/A                                                      | 1 de novembro de 2011  | Leonardo de Deus, Guilherme Guido, Gabriel Mangabeira, Felipe França |
|                                                          |                        |                                                                      |
|                                                          |                        |                                                                      |
|                                                          |                        |                                                                      |
| N/A                                                      | 2 de novembro de 2011  | Lenine                                                               |
|                                                          |                        |                                                                      |
|                                                          |                        |                                                                      |
|                                                          |                        |                                                                      |
| N/A                                                      | 3 de novembro de 2011  | Andréa Ascenção, Leôspa                                              |
|                                                          |                        |                                                                      |
| Observação: Convidado do Mesa Vermelha: Marcela Leal     |                        |                                                                      |
|                                                          |                        |                                                                      |
| N/A                                                      | 8 de novembro de 2011  | Beto Barbosa                                                         |
|                                                          |                        |                                                                      |
|                                                          |                        |                                                                      |
|                                                          |                        |                                                                      |
| N/A                                                      | 9 de novembro de 2011  | Emicida                                                              |
|                                                          |                        |                                                                      |
|                                                          |                        |                                                                      |
|                                                          |                        |                                                                      |
| N/A                                                      | 10 de novembro de 2011 | Roberto Frejat                                                       |
|                                                          |                        |                                                                      |
| Observação: Convidado do Mesa Vermelha: Gil Brother Away |                        |                                                                      |
|                                                          |                        |                                                                      |
| N/A                                                      | 15 de novembro de 2011 | Maurício Rua "Shogun", Demian Maia                                   |
|                                                          |                        |                                                                      |
|                                                          |                        |                                                                      |
|                                                          |                        |                                                                      |
| N/A                                                      | 16 de novembro de 2011 | Gaby Amarantos                                                       |
|                                                          |                        |                                                                      |
|                                                          |                        |                                                                      |
|                                                          |                        |                                                                      |
| N/A                                                      | 17 de novembro de 2011 | Bruna Surfistinha                                                    |
|                                                          |                        |                                                                      |
| Observação: Convidado do Mesa Vermelha: Marco Zenni      |                        |                                                                      |
|                                                          |                        |                                                                      |
| N/A                                                      | 22 de novembro de 2011 | Tony Kanaan                                                          |
| [ 5 ]                                                    |                        |                                                                      |
|                                                          |                        |                                                                      |
|                                                          |                        |                                                                      |
| N/A                                                      | 23 de novembro de 2011 | Dinei                                                                |
| [ 6 ]                                                    |                        |                                                                      |
|                                                          |                        |                                                                      |
|                                                          |                        |                                                                      |
| N/A                                                      | 24 de novembro de 2011 | João Kléber                                                          |
| [ 7 ]                                                    |                        |                                                                      |
| Observação: Convidado do Mesa Vermelha: Fabíola Reipert  |                        |                                                                      |
|                                                          |                        |                                                                      |
| N/A                                                      | 29 de novembro de 2011 | Jair Rodrigues                                                       |
| [ 8 ]                                                    |                        |                                                                      |
|                                                          |                        |                                                                      |
|                                                          |                        |                                                                      |
| N/A                                                      | 30 de novembro de 2011 | Ratinho                                                              |
| [ 9 ]                                                    |                        |                                                                      |
| Observação: Audiência: 6 pontos e 14% de participação    |                        |                                                                      |
|                                                          |                        |                                                                      |

### Dezembro
| N.º                                                                                                 | Data de exibição       | Convidado(s)                    |
| --------------------------------------------------------------------------------------------------- | ---------------------- | ------------------------------- |
| N/A                                                                                                 | 1 de dezembro de 2011  | Lucélia Santos                  |
| [ 10 ]                                                                                              |                        |                                 |
| Observação: Convidado do Mesa Vermelha: Nigel Goodman                                               |                        |                                 |
| |                        |                                 |
| N/A                                                                                                 | 6 de dezembro de 2011  | Ralph Santos                    |
| [ 11 ]                                                                                              |                        |                                 |
| Observação: Inclui reprise de entrevista com o ex-jogador Sócrates.                                 |                        |                                 |
| |                        |                                 |
| N/A                                                                                                 | 7 de dezembro de 2011  | Maurício Meirelles              |
| [ 12 ]                                                                                              |                        |                                 |
| |                        |                                 |
| |                        |                                 |
| N/A                                                                                                 | 8 de dezembro de 2011  | João Carlos Martins             |
| [ 13 ]                                                                                              |                        |                                 |
| Observação: Convidado do Mesa Vermelha: Angela Dip                                                  |                        |                                 |
| |                        |                                 |
| N/A                                                                                                 | 13 de dezembro de 2011 | Mariana Weickert                |
| [ 14 ]                                                                                              |                        |                                 |
| |                        |                                 |
| |                        |                                 |
| N/A                                                                                                 | 14 de dezembro de 2011 | Dona Irene, Zuzu, Pedra Letícia |
| [ 15 ] [ 16 ]                                                                                       |                        |                                 |
| Observação: Audiência: 3 pontos e 8% de participação                                                |                        |                                 |
| |                        |                                 |
| N/A                                                                                                 | 15 de dezembro de 2011 | Pepe                            |
| [ 17 ] [ 18 ]                                                                                       |                        |                                 |
| Observação: Audiência: 4 pontos e 13% de participação Convidado do Mesa Vermelha: Renato Tortorelli |                        |                                 |
| |                        |                                 |
| N/A                                                                                                 | 20 de dezembro de 2011 | Pepeu Gomes                     |
| [ 19 ] [ 20 ]                                                                                       |                        |                                 |
| Observação: Audiência: 3 pontos e 8% de participação                                                |                        |                                 |
| |                        |                                 |
| N/A                                                                                                 | 21 de dezembro de 2011 | João Bidu                       |
| [ 21 ] [ 22 ]                                                                                       |                        |                                 |
| Observação: Audiência: 2 pontos e 6% de participação                                                |                        |                                 |
| |                        |                                 |
| N/A                                                                                                 | 22 de dezembro de 2011 | Inri Cristo                     |
| [ 23 ]                                                                                              |                        |                                 |
| Observação: Especial de Natal. Convidados do Mesa Vermelha: Claudinho Ahnao, Gigante Léo            |                        |                                 |
| |                        |                                 |

### Janeiro
| N.º    | Data de exibição     | Convidado(s)          |
| ------ | -------------------- | --------------------- |
| N/A    | 3 de janeiro de 2012 | Raimundos             |
| [ 24 ] |                      |                       |
|        |                      |                       |
|        |                      |                       |
| N/A    | 4 de janeiro de 2012 | CPM 22                |
| [ 25 ] |                      |                       |
|        |                      |                       |
|        |                      |                       |
| N/A    | 5 de janeiro de 2012 | Narcisa Tamborindeguy |
| [ 26 ] |                      |                       |
|        |                      |                       |
|        |                      |                       |

## 2ª temporada (2012)
A segunda temporada do programa foi ao ar entre 10 de janeiro e 21 de dezembro de 2012 e no total teve 184 episódios. Na segunda temporada o programa alcançou as marcas de 100ª e de 200ª edição. Os convidados dos respectivos programas foram Carlos Alberto de Nóbrega, apresentador do A Praça É Nossa, e Eduardo Sterblitch, integrante do programa Pânico na Band.

### Janeiro
| N.º                                                                               | Data de exibição      | Convidado(s)                    |
| --------------------------------------------------------------------------------- | --------------------- | ------------------------------- |
| N/A                                                                               | 10 de janeiro de 2012 | Rogério Skylab                  |
| [ 29 ]                                                                            |                       |                                 |
|                                                                                   |                       |                                 |
|                                                                                   |                       |                                 |
| N/A                                                                               | 11 de janeiro de 2012 | Rosana Ferreira, Marcelo Jeneci |
| [ 30 ]                                                                            |                       |                                 |
|                                                                                   |                       |                                 |
|                                                                                   |                       |                                 |
| N/A                                                                               | 12 de janeiro de 2012 | Roberto Leal                    |
| [ 31 ]                                                                            |                       |                                 |
| Observação: Convidado do Mesa Vermelha: Alex Paim                                 |                       |                                 |
|                                                                                   |                       |                                 |
| N/A                                                                               | 17 de janeiro de 2012 | Biquini Cavadão                 |
| [ 32 ]                                                                            |                       |                                 |
|                                                                                   |                       |                                 |
|                                                                                   |                       |                                 |
| N/A                                                                               | 18 de janeiro de 2012 | Tulipa Ruiz                     |
| [ 33 ]                                                                            |                       |                                 |
|                                                                                   |                       |                                 |
|                                                                                   |                       |                                 |
| N/A                                                                               | 19 de janeiro de 2012 | Kleber Bambam                   |
| [ 34 ]                                                                            |                       |                                 |
| Observação: Convidados do Mesa Vermelha: Clarah Averbuck, Lele Siedschlag         |                       |                                 |
|                                                                                   |                       |                                 |
| N/A                                                                               | 24 de janeiro de 2012 | Barbara Gancia, Velhas Virgens  |
|                                                                                   |                       |                                 |
| Observação: Primeiro programa transmitido simultaneamente pela rádio BandNews FM. |                       |                                 |
|                                                                                   |                       |                                 |
| N/A                                                                               | 25 de janeiro de 2012 | Carlos Eduardo Miranda          |
|                                                                                   |                       |                                 |
|                                                                                   |                       |                                 |
|                                                                                   |                       |                                 |
| N/A                                                                               | 26 de janeiro de 2012 | Marcelo Médici, Danielle Souza  |
|                                                                                   |                       |                                 |
| Observação: Convidado do Mesa Vermelha: Ronald Rios                               |                       |                                 |
|                                                                                   |                       |                                 |
| N/A                                                                               | 31 de janeiro de 2012 | Issao Imamura                   |
|                                                                                   |                       |                                 |
|                                                                                   |                       |                                 |
|                                                                                   |                       |                                 |

### Fevereiro
| N.º                                                                                | Data de exibição        | Convidado(s)                     |
| ---------------------------------------------------------------------------------- | ----------------------- | -------------------------------- |
| N/A                                                                                | 1 de fevereiro de 2012  | Neto                             |
|                                                                                    |                         |                                  |
|                                                                                    |                         |                                  |
|                                                                                    |                         |                                  |
| N/A                                                                                | 2 de fevereiro de 2012  | Ivo Meirelles                    |
|                                                                                    |                         |                                  |
| Observação: Convidados do Mesa Vermelha: Daniel Carvalho, Vinícius Gomez "Gominho" |                         |                                  |
|                                                                                    |                         |                                  |
| N/A                                                                                | 7 de fevereiro de 2012  | Nicole Bahls, Marcos Mohai       |
|                                                                                    |                         |                                  |
|                                                                                    |                         |                                  |
|                                                                                    |                         |                                  |
| N/A                                                                                | 8 de fevereiro de 2012  | Gusttavo Lima                    |
|                                                                                    |                         |                                  |
|                                                                                    |                         |                                  |
|                                                                                    |                         |                                  |
| N/A                                                                                | 9 de fevereiro de 2012  | David Cardoso, David Cardoso Jr. |
|                                                                                    |                         |                                  |
| Observação: Convidado do Mesa Vermelha: Rodrigo Capella                            |                         |                                  |
|                                                                                    |                         |                                  |
| N/A                                                                                | 14 de fevereiro de 2012 | Cacau Colucci                    |
|                                                                                    |                         |                                  |
| Observação: Audiência: 5 pontos de média                                           |                         |                                  |
|                                                                                    |                         |                                  |
| N/A                                                                                | 15 de fevereiro de 2012 | Gretchen                         |
|                                                                                    |                         |                                  |
|                                                                                    |                         |                                  |
|                                                                                    |                         |                                  |
| N/A                                                                                | 16 de fevereiro de 2012 | Tobias da Vai-Vai                |
|                                                                                    |                         |                                  |
| Observação: Convidado do Mesa Vermelha: Daniel Duncan                              |                         |                                  |
|                                                                                    |                         |                                  |
| N/A                                                                                | 22 de fevereiro de 2012 | Gil Brother Away                 |
|                                                                                    |                         |                                  |
|                                                                                    |                         |                                  |
|                                                                                    |                         |                                  |
| N/A                                                                                | 23 de fevereiro de 2012 | Rosa & Rosinha                   |
|                                                                                    |                         |                                  |
| Observação: Convidados do Mesa Vermelha: Pietra Príncipe, Henrique Fedorowicz      |                         |                                  |
|                                                                                    |                         |                                  |
| N/A                                                                                | 28 de fevereiro de 2012 | Mara Maravilha                   |
|                                                                                    |                         |                                  |
|                                                                                    |                         |                                  |
|                                                                                    |                         |                                  |
| N/A                                                                                | 29 de fevereiro de 2012 | Boris Casoy                      |
|                                                                                    |                         |                                  |
|                                                                                    |                         |                                  |
|                                                                                    |                         |                                  |

### Março
| N.º                                                     | Data de exibição    | Convidado(s)               |
| ------------------------------------------------------- | ------------------- | -------------------------- |
| N/A                                                     | 1 de março de 2012  | Jair Bolsonaro             |
|                                                         |                     |                            |
| Observação: Convidado do Mesa Vermelha: Rogerio Morgado |                     |                            |
|                                                         |                     |                            |
| N/A                                                     | 6 de março de 2012  | Sarah Sheeva               |
|                                                         |                     |                            |
|                                                         |                     |                            |
|                                                         |                     |                            |
| N/A                                                     | 7 de março de 2012  | Cazé Peçanha               |
|                                                         |                     |                            |
|                                                         |                     |                            |
|                                                         |                     |                            |
| N/A                                                     | 8 de março de 2012  | Marcelo Tas                |
|                                                         |                     |                            |
| Observação: Convidado do Mesa Vermelha: Mamma Bruscheta |                     |                            |
|                                                         |                     |                            |
| N/A                                                     | 13 de março de 2012 | Ovelha                     |
|                                                         |                     |                            |
|                                                         |                     |                            |
|                                                         |                     |                            |
| 100                                                     | 14 de março de 2012 | Carlos Alberto de Nóbrega  |
| [ 27 ] [ 35 ]                                           |                     |                            |
| Observação: 100° episódio. Audiência: 5 pontos          |                     |                            |
|                                                         |                     |                            |
| N/A                                                     | 15 de março de 2012 | Paulo Bonfá                |
|                                                         |                     |                            |
| Observação: Convidado do Mesa Vermelha: Zé Neves        |                     |                            |
|                                                         |                     |                            |
| N/A                                                     | 20 de março de 2012 | Edson Cordeiro             |
|                                                         |                     |                            |
|                                                         |                     |                            |
|                                                         |                     |                            |
| N/A                                                     | 21 de março de 2012 | Beth Carvalho              |
|                                                         |                     |                            |
|                                                         |                     |                            |
|                                                         |                     |                            |
| N/A                                                     | 22 de março de 2012 | Pietra Príncipe, Inocentes |
|                                                         |                     |                            |
| Observação: Convidado do Mesa Vermelha: Edson Jr.       |                     |                            |
|                                                         |                     |                            |
| N/A                                                     | 27 de março de 2012 | Sandra de Sá               |
|                                                         |                     |                            |
|                                                         |                     |                            |
|                                                         |                     |                            |
| N/A                                                     | 28 de março de 2012 | Sabrina Sato               |
|                                                         |                     |                            |
|                                                         |                     |                            |
|                                                         |                     |                            |
| N/A                                                     | 29 de março de 2012 | Paulo André                |
|                                                         |                     |                            |
| Observação: Convidado do Mesa Vermelha: Édgar Vivar     |                     |                            |
|                                                         |                     |                            |

### Abril
| N.º                                                    | Data de exibição    | Convidado(s)              |
| ------------------------------------------------------ | ------------------- | ------------------------- |
| N/A                                                    | 3 de abril de 2012  | Ritchie                   |
|                                                        |                     |                           |
|                                                        |                     |                           |
|                                                        |                     |                           |
| N/A                                                    | 4 de abril de 2012  | Geisy Arruda              |
|                                                        |                     |                           |
|                                                        |                     |                           |
|                                                        |                     |                           |
| N/A                                                    | 5 de abril de 2012  | Valentina Francavilla     |
|                                                        |                     |                           |
| Observação: Convidado do Mesa Vermelha: Gus Fernandes  |                     |                           |
|                                                        |                     |                           |
| N/A                                                    | 6 de abril de 2012  | Edson & Hudson            |
|                                                        |                     |                           |
| Observação: Primeira exibição em uma sexta-feira.      |                     |                           |
|                                                        |                     |                           |
| N/A                                                    | 10 de abril de 2012 | Ronaldo Ésper             |
|                                                        |                     |                           |
|                                                        |                     |                           |
|                                                        |                     |                           |
| N/A                                                    | 11 de abril de 2012 | Bruna Ferraz              |
|                                                        |                     |                           |
|                                                        |                     |                           |
|                                                        |                     |                           |
| N/A                                                    | 12 de abril de 2012 | Fafy Siqueira             |
|                                                        |                     |                           |
| Observação: Convidado do Mesa Vermelha: Marcelo Marrom |                     |                           |
|                                                        |                     |                           |
| N/A                                                    | 13 de abril de 2012 | Aryane Steinkopf          |
|                                                        |                     |                           |
|                                                        |                     |                           |
|                                                        |                     |                           |
| N/A                                                    | 17 de abril de 2012 | Washington Olivetto       |
|                                                        |                     |                           |
|                                                        |                     |                           |
|                                                        |                     |                           |
| N/A                                                    | 18 de abril de 2012 | MV Bill                   |
|                                                        |                     |                           |
|                                                        |                     |                           |
|                                                        |                     |                           |
| N/A                                                    | 19 de abril de 2012 | Maguila                   |
|                                                        |                     |                           |
| Observação: Convidado do Mesa Vermelha: Robson Nunes   |                     |                           |
|                                                        |                     |                           |
| N/A                                                    | 20 de abril de 2012 | Chrystian & Ralf          |
|                                                        |                     |                           |
|                                                        |                     |                           |
|                                                        |                     |                           |
| N/A                                                    | 24 de abril de 2012 | Sergio Rabelo, Mr. Lúdico |
|                                                        |                     |                           |
|                                                        |                     |                           |
|                                                        |                     |                           |
| N/A                                                    | 25 de abril de 2012 | Seu Jorge                 |
|                                                        |                     |                           |
|                                                        |                     |                           |
|                                                        |                     |                           |
| N/A                                                    | 26 de abril de 2012 | Os Melhores do Mundo      |
|                                                        |                     |                           |
| Observação: Convidado do Mesa Vermelha: Angela Ro Ro   |                     |                           |
|                                                        |                     |                           |
| N/A                                                    | 27 de abril de 2012 | Hélio Castroneves         |
|                                                        |                     |                           |
|                                                        |                     |                           |
|                                                        |                     |                           |

### Maio
| N.º                                                    | Data de exibição   | Convidado(s)                    |
| ------------------------------------------------------ | ------------------ | ------------------------------- |
| N/A                                                    | 1 de maio de 2012  | Ronald Rios                     |
|                                                        |                    |                                 |
|                                                        |                    |                                 |
|                                                        |                    |                                 |
| N/A                                                    | 2 de maio de 2012  | Denílson                        |
|                                                        |                    |                                 |
|                                                        |                    |                                 |
|                                                        |                    |                                 |
| N/A                                                    | 3 de maio de 2012  | Deborah Blando                  |
|                                                        |                    |                                 |
| Observação: Convidado do Mesa Vermelha: Bruno Motta    |                    |                                 |
|                                                        |                    |                                 |
| N/A                                                    | 4 de maio de 2012  | The Miz, Breno Masi             |
|                                                        |                    |                                 |
|                                                        |                    |                                 |
|                                                        |                    |                                 |
| N/A                                                    | 8 de maio de 2012  | Humberto Gessinger              |
|                                                        |                    |                                 |
|                                                        |                    |                                 |
|                                                        |                    |                                 |
| N/A                                                    | 9 de maio de 2012  | Vida Alves                      |
|                                                        |                    |                                 |
|                                                        |                    |                                 |
|                                                        |                    |                                 |
| N/A                                                    | 10 de maio de 2012 | Serguei                         |
|                                                        |                    |                                 |
| Observação: Convidado do Mesa Vermelha: Mhel Marrer    |                    |                                 |
|                                                        |                    |                                 |
| N/A                                                    | 11 de maio de 2012 | Maurício Ricardo                |
|                                                        |                    |                                 |
|                                                        |                    |                                 |
|                                                        |                    |                                 |
| N/A                                                    | 15 de maio de 2012 | Fafá de Belém                   |
|                                                        |                    |                                 |
|                                                        |                    |                                 |
|                                                        |                    |                                 |
| N/A                                                    | 16 de maio de 2012 | Mart'nália                      |
|                                                        |                    |                                 |
|                                                        |                    |                                 |
|                                                        |                    |                                 |
| N/A                                                    | 17 de maio de 2012 | Cátia Fonseca, Mamma Bruschetta |
|                                                        |                    |                                 |
| Observação: Convidado do Mesa Vermelha: Victor Camejo  |                    |                                 |
|                                                        |                    |                                 |
| N/A                                                    | 18 de maio de 2012 | Oswaldo Montenegro              |
|                                                        |                    |                                 |
|                                                        |                    |                                 |
|                                                        |                    |                                 |
| N/A                                                    | 22 de maio de 2012 | Roberto Justus                  |
|                                                        |                    |                                 |
|                                                        |                    |                                 |
|                                                        |                    |                                 |
| N/A                                                    | 23 de maio de 2012 | Wanderléa                       |
|                                                        |                    |                                 |
|                                                        |                    |                                 |
|                                                        |                    |                                 |
| N/A                                                    | 24 de maio de 2012 | Fábio Maldonado                 |
|                                                        |                    |                                 |
| Observação: Convidado do Mesa Vermelha: Afonso Padilha |                    |                                 |
|                                                        |                    |                                 |
| N/A                                                    | 25 de maio de 2012 | PC Siqueira                     |
|                                                        |                    |                                 |
|                                                        |                    |                                 |
|                                                        |                    |                                 |
| N/A                                                    | 29 de maio de 2012 | Marcos Prado                    |
|                                                        |                    |                                 |
|                                                        |                    |                                 |
|                                                        |                    |                                 |
| N/A                                                    | 30 de maio de 2012 | Zé Celso                        |
|                                                        |                    |                                 |
|                                                        |                    |                                 |
|                                                        |                    |                                 |
| N/A                                                    | 31 de maio de 2012 | João Pedro Santos "Patrício"    |
|                                                        |                    |                                 |
| Observação: Convidado do Mesa Vermelha: Márcio Américo |                    |                                 |
|                                                        |                    |                                 |

### Junho
| N.º                                                                        | Data de exibição    | Convidado(s)                           |
| -------------------------------------------------------------------------- | ------------------- | -------------------------------------- |
| N/A                                                                        | 1 de junho de 2012  | Léo Santana                            |
|                                                                            |                     |                                        |
|                                                                            |                     |                                        |
|                                                                            |                     |                                        |
| N/A                                                                        | 5 de junho de 2012  | Luciane Escouto, Mari Paraíba, Mundano |
|                                                                            |                     |                                        |
|                                                                            |                     |                                        |
|                                                                            |                     |                                        |
| N/A                                                                        | 6 de junho de 2012  | Vinícius Gomez "Gominho"               |
|                                                                            |                     |                                        |
|                                                                            |                     |                                        |
|                                                                            |                     |                                        |
| N/A                                                                        | 7 de junho de 2012  | Valesca Popozuda                       |
| [ 36 ]                                                                     |                     |                                        |
| Observação: Convidado do Mesa Vermelha: Felipe Absalão Audiência: 6 pontos |                     |                                        |
|                                                                            |                     |                                        |
| N/A                                                                        | 8 de junho de 2012  | Jean Wyllys                            |
|                                                                            |                     |                                        |
|                                                                            |                     |                                        |
|                                                                            |                     |                                        |
| N/A                                                                        | 12 de junho de 2012 | Rodrigo Farah, Sara Winter             |
|                                                                            |                     |                                        |
|                                                                            |                     |                                        |
|                                                                            |                     |                                        |
| N/A                                                                        | 13 de junho de 2012 | Pepê e Neném                           |
|                                                                            |                     |                                        |
|                                                                            |                     |                                        |
|                                                                            |                     |                                        |
| N/A                                                                        | 14 de junho de 2012 | Paulo Miklos                           |
|                                                                            |                     |                                        |
| Observação: Convidados do Mesa Vermelha: Cris Paiva, Davi Mansur           |                     |                                        |
|                                                                            |                     |                                        |
| N/A                                                                        | 15 de junho de 2012 | Felipe Andreoli                        |
|                                                                            |                     |                                        |
|                                                                            |                     |                                        |
|                                                                            |                     |                                        |
| N/A                                                                        | 19 de junho de 2012 | Manuela d'Ávila                        |
|                                                                            |                     |                                        |
|                                                                            |                     |                                        |
|                                                                            |                     |                                        |
| N/A                                                                        | 20 de junho de 2012 | Michel Teló                            |
|                                                                            |                     |                                        |
|                                                                            |                     |                                        |
|                                                                            |                     |                                        |
| N/A                                                                        | 21 de junho de 2012 | Popó                                   |
|                                                                            |                     |                                        |
| Observação: Convidado do Mesa Vermelha: Felipeh Campos                     |                     |                                        |
|                                                                            |                     |                                        |
| N/A                                                                        | 22 de junho de 2012 | Odair José                             |
|                                                                            |                     |                                        |
|                                                                            |                     |                                        |
|                                                                            |                     |                                        |
| N/A                                                                        | 26 de junho de 2012 | Fernando Gabeira                       |
|                                                                            |                     |                                        |
|                                                                            |                     |                                        |
|                                                                            |                     |                                        |
| N/A                                                                        | 27 de junho de 2012 | Emílio Santiago                        |
|                                                                            |                     |                                        |
|                                                                            |                     |                                        |
|                                                                            |                     |                                        |
| N/A                                                                        | 28 de junho de 2012 | Dr. Pellini                            |
|                                                                            |                     |                                        |
| Observação: Convidado do Mesa Vermelha: Jackson Five                       |                     |                                        |
|                                                                            |                     |                                        |
| N/A                                                                        | 29 de junho de 2012 | Solonei da Silva                       |
|                                                                            |                     |                                        |
| Observação: Programa especial um ano Agora é Tarde                         |                     |                                        |
|                                                                            |                     |                                        |

### Julho
| N.º                                                                         | Data de exibição    | Convidado(s)                    |
| --------------------------------------------------------------------------- | ------------------- | ------------------------------- |
| N/A                                                                         | 3 de julho de 2012  | Marcelo Duarte                  |
|                                                                             |                     |                                 |
|                                                                             |                     |                                 |
|                                                                             |                     |                                 |
| N/A                                                                         | 4 de julho de 2012  | Neguinho da Beija-Flor          |
|                                                                             |                     |                                 |
|                                                                             |                     |                                 |
|                                                                             |                     |                                 |
| N/A                                                                         | 5 de julho de 2012  | Neto, Paulo André               |
| [ 37 ]                                                                      |                     |                                 |
| Observação: Convidado do Mesa Vermelha: Gustavo Martins Audiência: 7 pontos |                     |                                 |
|                                                                             |                     |                                 |
| N/A                                                                         | 6 de julho de 2012  | Maryeva Oliveira                |
|                                                                             |                     |                                 |
|                                                                             |                     |                                 |
|                                                                             |                     |                                 |
| N/A                                                                         | 10 de julho de 2012 | Rodrigo Rodrigues, Mari Paraíba |
|                                                                             |                     |                                 |
|                                                                             |                     |                                 |
|                                                                             |                     |                                 |
| N/A                                                                         | 11 de julho de 2012 | Padre Quevedo                   |
|                                                                             |                     |                                 |
|                                                                             |                     |                                 |
|                                                                             |                     |                                 |
| N/A                                                                         | 12 de julho de 2012 | Angela Dip                      |
|                                                                             |                     |                                 |
| Observação: Convidados do Mesa Vermelha: Rogerio Morgado, Patrick Maia      |                     |                                 |
|                                                                             |                     |                                 |
| N/A                                                                         | 13 de julho de 2012 | Cachorro Grande                 |
|                                                                             |                     |                                 |
|                                                                             |                     |                                 |
|                                                                             |                     |                                 |
| N/A                                                                         | 17 de julho de 2012 | Hugo Hoyama                     |
|                                                                             |                     |                                 |
|                                                                             |                     |                                 |
|                                                                             |                     |                                 |
| N/A                                                                         | 18 de julho de 2012 | Bruno Cortez Cardoso            |
|                                                                             |                     |                                 |
|                                                                             |                     |                                 |
|                                                                             |                     |                                 |
| N/A                                                                         | 19 de julho de 2012 | Bia e Branca                    |
|                                                                             |                     |                                 |
| Observação: Convidado do Mesa Vermelha: Marcelinho                          |                     |                                 |
|                                                                             |                     |                                 |
| N/A                                                                         | 20 de julho de 2012 | Marcos Pontes                   |
|                                                                             |                     |                                 |
|                                                                             |                     |                                 |
|                                                                             |                     |                                 |
| N/A                                                                         | 24 de julho de 2012 | César Menotti & Fabiano         |
|                                                                             |                     |                                 |
|                                                                             |                     |                                 |
|                                                                             |                     |                                 |
| N/A                                                                         | 25 de julho de 2012 | Ellen Jabour                    |
|                                                                             |                     |                                 |
|                                                                             |                     |                                 |
|                                                                             |                     |                                 |
| N/A                                                                         | 26 de julho de 2012 | Paula Pequeno                   |
|                                                                             |                     |                                 |
| Observação: Convidado do Mesa Vermelha: Fábio Lins                          |                     |                                 |
|                                                                             |                     |                                 |
| N/A                                                                         | 27 de julho de 2012 | Michael Sullivan                |
|                                                                             |                     |                                 |
|                                                                             |                     |                                 |
|                                                                             |                     |                                 |
| N/A                                                                         | 31 de julho de 2012 | Diguinho Coruja, Édgar Vivar    |
|                                                                             |                     |                                 |
|                                                                             |                     |                                 |
|                                                                             |                     |                                 |

### Agosto
| N.º                                                 | Data de exibição     | Convidado(s)                         |
| --------------------------------------------------- | -------------------- | ------------------------------------ |
| N/A                                                 | 1 de agosto de 2012  | Beto Lee                             |
|                                                     |                      |                                      |
|                                                     |                      |                                      |
|                                                     |                      |                                      |
| N/A                                                 | 3 de agosto de 2012  | Roberta Miranda                      |
|                                                     |                      |                                      |
|                                                     |                      |                                      |
|                                                     |                      |                                      |
| N/A                                                 | 7 de agosto de 2012  | Luiz Andreoli, Raimundos             |
|                                                     |                      |                                      |
|                                                     |                      |                                      |
|                                                     |                      |                                      |
| N/A                                                 | 8 de agosto de 2012  | Thiago Pereira                       |
|                                                     |                      |                                      |
|                                                     |                      |                                      |
|                                                     |                      |                                      |
| N/A                                                 | 9 de agosto de 2012  | Supla, João Suplicy                  |
|                                                     |                      |                                      |
| Observação: Convidado do Mesa Vermelha: Fábio Güeré |                      |                                      |
|                                                     |                      |                                      |
| N/A                                                 | 10 de agosto de 2012 | Lulu Mon'Amour, Wilson Aquino        |
|                                                     |                      |                                      |
|                                                     |                      |                                      |
|                                                     |                      |                                      |
| N/A                                                 | 14 de agosto de 2012 | Sarah Menezes                        |
|                                                     |                      |                                      |
|                                                     |                      |                                      |
|                                                     |                      |                                      |
| N/A                                                 | 15 de agosto de 2012 | Fresno                               |
|                                                     |                      |                                      |
| Observação: Audiência: 4 pontos de média            |                      |                                      |
|                                                     |                      |                                      |
| N/A                                                 | 16 de agosto de 2012 | Luciana Gimenez                      |
|                                                     |                      |                                      |
|                                                     |                      |                                      |
|                                                     |                      |                                      |
| N/A                                                 | 17 de agosto de 2012 | Daiane dos Santos                    |
|                                                     |                      |                                      |
|                                                     |                      |                                      |
|                                                     |                      |                                      |
| N/A                                                 | 21 de agosto de 2012 | Marcelo Galvão, Breno Viola          |
|                                                     |                      |                                      |
|                                                     |                      |                                      |
|                                                     |                      |                                      |
| N/A                                                 | 22 de agosto de 2012 | MC Guimê, KondZilla                  |
|                                                     |                      |                                      |
| Observação: Audiẽncia: 3 pontos de média            |                      |                                      |
|                                                     |                      |                                      |
| N/A                                                 | 23 de agosto de 2012 | Diogo Portugal                       |
|                                                     |                      |                                      |
|                                                     |                      |                                      |
|                                                     |                      |                                      |
| N/A                                                 | 24 de agosto de 2012 | Negra Li                             |
|                                                     |                      |                                      |
|                                                     |                      |                                      |
|                                                     |                      |                                      |
| N/A                                                 | 28 de agosto de 2012 | Maurício Mattar, Gina Indelicada     |
|                                                     |                      |                                      |
|                                                     |                      |                                      |
|                                                     |                      |                                      |
| N/A                                                 | 29 de agosto de 2012 | Arnaldo Antunes                      |
|                                                     |                      |                                      |
|                                                     |                      |                                      |
|                                                     |                      |                                      |
| N/A                                                 | 30 de agosto de 2012 | Fernando Pettinatti, Antônio Camano  |
|                                                     |                      |                                      |
|                                                     |                      |                                      |
|                                                     |                      |                                      |
| N/A                                                 | 30 de agosto de 2012 | Mundo Livre S/A, Vanessa de Oliveira |
|                                                     |                      |                                      |
|                                                     |                      |                                      |
|                                                     |                      |                                      |

### Setembro
| N.º                                                       | Data de exibição       | Convidado(s)                |
| --------------------------------------------------------- | ---------------------- | --------------------------- |
| N/A                                                       | 4 de setembro de 2012  | Sepultura                   |
|                                                           |                        |                             |
|                                                           |                        |                             |
|                                                           |                        |                             |
| N/A                                                       | 5 de setembro de 2012  | Sambô                       |
|                                                           |                        |                             |
|                                                           |                        |                             |
|                                                           |                        |                             |
| N/A                                                       | 6 de setembro de 2012  | Randy Baldresca             |
|                                                           |                        |                             |
| Observação: Convidado do Mesa Vermelha: Rodrigo Fernandes |                        |                             |
|                                                           |                        |                             |
| N/A                                                       | 7 de setembro de 2012  | Denise Rocha, Isadora Faber |
|                                                           |                        |                             |
|                                                           |                        |                             |
|                                                           |                        |                             |
| N/A                                                       | 11 de setembro de 2012 | MariMoon                    |
|                                                           |                        |                             |
|                                                           |                        |                             |
|                                                           |                        |                             |
| N/A                                                       | 12 de setembro de 2012 | Gorete Milagres             |
|                                                           |                        |                             |
|                                                           |                        |                             |
|                                                           |                        |                             |
| 200                                                       | 13 de setembro de 2012 | Eduardo Sterblitch          |
| [ 28 ]                                                    |                        |                             |
| Observação: 200º episódio.                                |                        |                             |
|                                                           |                        |                             |
| N/A                                                       | 14 de setembro de 2012 | Rick Bonadio                |
|                                                           |                        |                             |
|                                                           |                        |                             |
|                                                           |                        |                             |
| N/A                                                       | 18 de setembro de 2012 | André, Daniele e Daniel     |
|                                                           |                        |                             |
|                                                           |                        |                             |
|                                                           |                        |                             |
| N/A                                                       | 19 de setembro de 2012 | Caju & Castanha             |
|                                                           |                        |                             |
|                                                           |                        |                             |
|                                                           |                        |                             |
| N/A                                                       | 20 de setembro de 2012 | Otávio Mesquita             |
|                                                           |                        |                             |
|                                                           |                        |                             |
|                                                           |                        |                             |
| N/A                                                       | 21 de setembro de 2012 | C. J. Ramone                |
|                                                           |                        |                             |
|                                                           |                        |                             |
|                                                           |                        |                             |
| N/A                                                       | 25 de setembro de 2012 | Priscila Machado            |
|                                                           |                        |                             |
|                                                           |                        |                             |
|                                                           |                        |                             |
| N/A                                                       | 26 de setembro de 2012 | Alexandre Pires             |
| [ 38 ]                                                    |                        |                             |
| Observação: Audiência: 3 pontos                           |                        |                             |
|                                                           |                        |                             |
| N/A                                                       | 27 de setembro de 2012 | Marco Bianchi               |
|                                                           |                        |                             |
| Observação: Convidado do Mesa Vermelha: LC Galeto         |                        |                             |
|                                                           |                        |                             |
| N/A                                                       | 28 de setembro de 2012 | Rogério Vilela, Tiago Iorc  |
|                                                           |                        |                             |
|                                                           |                        |                             |
|                                                           |                        |                             |

### Outubro
| N.º | Data de exibição      | Convidado(s)                                |
| --- | --------------------- | ------------------------------------------- |
| N/A | 2 de outubro de 2012  | Gabriela Markus                             |
|     |                       |                                             |
|     |                       |                                             |
|     |                       |                                             |
| N/A | 3 de outubro de 2012  | João Bosco & Vinícius                       |
|     |                       |                                             |
|     |                       |                                             |
|     |                       |                                             |
| N/A | 4 de outubro de 2012  | Chiquinho Scarpa                            |
|     |                       |                                             |
|     |                       |                                             |
|     |                       |                                             |
| N/A | 5 de outubro de 2012  | NX Zero                                     |
|     |                       |                                             |
|     |                       |                                             |
|     |                       |                                             |
| N/A | 9 de outubro de 2012  | Atchim & Espirro, Falcão                    |
|     |                       |                                             |
|     |                       |                                             |
|     |                       |                                             |
| N/A | 10 de outubro de 2012 | Heloísa Faissol                             |
|     |                       |                                             |
|     |                       |                                             |
|     |                       |                                             |
| N/A | 11 de outubro de 2012 | Rafael Cortez                               |
|     |                       |                                             |
|     |                       |                                             |
|     |                       |                                             |
| N/A | 12 de outubro de 2012 | Elenco de Cocoricó                          |
|     |                       |                                             |
|     |                       |                                             |
|     |                       |                                             |
| N/A | 16 de outubro de 2012 | Eduardo Borges, Hugo Possolo, Noel Biderman |
|     |                       |                                             |
|     |                       |                                             |
|     |                       |                                             |
| N/A | 17 de outubro de 2012 | Péricles                                    |
|     |                       |                                             |
|     |                       |                                             |
|     |                       |                                             |
| N/A | 19 de outubro de 2012 | Michale Graves, Marky Ramone                |
|     |                       |                                             |
|     |                       |                                             |
|     |                       |                                             |
| N/A | 23 de outubro de 2012 | Sônia Abrão                                 |
|     |                       |                                             |
|     |                       |                                             |
|     |                       |                                             |
| N/A | 24 de outubro de 2012 | Geraldo Magela                              |
|     |                       |                                             |
|     |                       |                                             |
|     |                       |                                             |
| N/A | 25 de outubro de 2012 | Fausto Fawcett                              |
|     |                       |                                             |
|     |                       |                                             |
|     |                       |                                             |
| N/A | 26 de outubro de 2012 | Carrô e Tibira                              |
|     |                       |                                             |
|     |                       |                                             |
|     |                       |                                             |
| N/A | 30 de outubro de 2012 | Nadja Haddad                                |
|     |                       |                                             |
|     |                       |                                             |
|     |                       |                                             |
| N/A | 31 de outubro de 2012 | Gabriel, o Pensador                         |
|     |                       |                                             |
|     |                       |                                             |
|     |                       |                                             |

### Novembro
| N.º                                                                                                | Data de exibição       | Convidado(s)                            |
| -------------------------------------------------------------------------------------------------- | ---------------------- | --------------------------------------- |
| N/A                                                                                                | 1 de novembro de 2012  | Pedro Luiz Ronco, Emerson França, Tadeu |
| |                        |                                         |
| Observação: Audiência: 5.2 pontos de média Convidado do Mesa Vermelha: Rodrigo Cáceres             |                        |                                         |
| |                        |                                         |
| N/A                                                                                                | 2 de novembro de 2012  | Carlos Mazzei                           |
| [ 39 ]                                                                                             |                        |                                         |
| Observação: Audiência: 6 pontos de média                                                           |                        |                                         |
| |                        |                                         |
| N/A                                                                                                | 6 de novembro de 2012  | Harry O'Brien                           |
| |                        |                                         |
| Observação: Audiência: 3.2 pontos                                                                  |                        |                                         |
| |                        |                                         |
| N/A                                                                                                | 7 de novembro de 2012  | Ivete Sangalo                           |
| [ 40 ]                                                                                             |                        |                                         |
| Observação: Audiência: 3.2 pontos                                                                  |                        |                                         |
| |                        |                                         |
| N/A                                                                                                | 8 de novembro de 2012  | Lucas Moura                             |
| [ 41 ]                                                                                             |                        |                                         |
| Observação: Audiência: 4.4 pontos Convidados do Mesa Vermelha: Blogueiros do Teleton               |                        |                                         |
| |                        |                                         |
| N/A                                                                                                | 9 de novembro de 2012  | Chambinho do Acordeon, Daniel Gonzaga   |
| [ 42 ]                                                                                             |                        |                                         |
| Observação: Audiência: 5 pontos                                                                    |                        |                                         |
| |                        |                                         |
| N/A                                                                                                | 13 de novembro de 2012 | Danilo Beyruth, Sidney Gusman           |
| |                        |                                         |
| |                        |                                         |
| |                        |                                         |
| N/A                                                                                                | 14 de novembro de 2012 | Frank Aguiar                            |
| |                        |                                         |
| Observação: Audiência: 3 pontos                                                                    |                        |                                         |
| |                        |                                         |
| N/A                                                                                                | 15 de novembro de 2012 | Titi Müller                             |
| [ 43 ]                                                                                             |                        |                                         |
| Observação: Audiência: 5 pontos Convidados do Mesa Vermelha: Fábio Lima, Osmar Julio               |                        |                                         |
| |                        |                                         |
| N/A                                                                                                | 16 de novembro de 2012 | Estela Renner, Marcos Nisti             |
| |                        |                                         |
| |                        |                                         |
| |                        |                                         |
| N/A                                                                                                | 20 de novembro de 2012 | Tânia Bondezan                          |
| |                        |                                         |
| Observação: Audiência: 3 pontos                                                                    |                        |                                         |
| |                        |                                         |
| N/A                                                                                                | 21 de novembro de 2012 | Diogo Nogueira                          |
| |                        |                                         |
| Observação: Audiência: 1 ponto                                                                     |                        |                                         |
| |                        |                                         |
| N/A                                                                                                | 22 de novembro de 2012 | Sandy                                   |
| [ 44 ]                                                                                             |                        |                                         |
| Observação: Audiência: 5 pontos Covidados do Mesa Vermelha: Rafael Marinho, Dinho Machado          |                        |                                         |
| |                        |                                         |
| N/A                                                                                                | 23 de novembro de 2012 | Maurício Nunes                          |
| |                        |                                         |
| Observação: Audiência: 4 pontos                                                                    |                        |                                         |
| |                        |                                         |
| N/A                                                                                                | 27 de novembro de 2012 | Finalistas do concurso Miss Bumbum 2012 |
| |                        |                                         |
| Observação: Audiência: 3 pontos                                                                    |                        |                                         |
| |                        |                                         |
| N/A                                                                                                | 28 de novembro de 2012 | José Jatil Jacinto                      |
| |                        |                                         |
| Observação: Audiência: 4 pontos                                                                    |                        |                                         |
| |                        |                                         |
| N/A                                                                                                | 29 de novembro de 2012 | Bruno & Marrone                         |
| [ 45 ]                                                                                             |                        |                                         |
| Observação: Audiência: 4 pontos Convidados do Mesa Vermelha: João Pedro Santos, Maurício Meirelles |                        |                                         |
| |                        |                                         |
| N/A                                                                                                | 30 de novembro de 2012 | Mike Deodato Jr.                        |
| |                        |                                         |
| Observação: Audiência: 6 pontos                                                                    |                        |                                         |
| |                        |                                         |

### Dezembro
| N.º                                                                                        | Data de exibição       | Convidado(s)                                                                              |
| ------------------------------------------------------------------------------------------ | ---------------------- | ----------------------------------------------------------------------------------------- |
| N/A                                                                                        | 4 de dezembro de 2012  | Fafy Siqueira, Marcelo Marrom                                                             |
|                                                                                            |                        |                                                                                           |
| Observação: Audiência: 6 pontos                                                            |                        |                                                                                           |
|                                                                                            |                        |                                                                                           |
| N/A                                                                                        | 5 de dezembro de 2012  | Bruno do KLB                                                                              |
| [ 46 ]                                                                                     |                        |                                                                                           |
| Observação: Audiência: 3 pontos                                                            |                        |                                                                                           |
|                                                                                            |                        |                                                                                           |
| N/A                                                                                        | 6 de dezembro de 2012  | Aeileen Varejão, Andréa de Nóbrega, Cozete Gomes, Mariana Mesquita, Narcisa Tamborindeguy |
| [ 46 ]                                                                                     |                        |                                                                                           |
| Observação: Audiência: 4 pontos Convidados do Mesa Vermelha: Igor Guimarães, Doutor Fidias |                        |                                                                                           |
|                                                                                            |                        |                                                                                           |
| N/A                                                                                        | 7 de dezembro de 2012  | Diogo Nogueira                                                                            |
| [ 47 ]                                                                                     |                        |                                                                                           |
| Observação: A entrevista com Diogo Nogueira é uma reprise. Audiência: 4 pontos             |                        |                                                                                           |
|                                                                                            |                        |                                                                                           |
| N/A                                                                                        | 11 de dezembro de 2012 | Júlio Rocha                                                                               |
|                                                                                            |                        |                                                                                           |
| Observação: Audiência: 3 pontos                                                            |                        |                                                                                           |
|                                                                                            |                        |                                                                                           |
| N/A                                                                                        | 12 de dezembro de 2012 | Vinny                                                                                     |
| [ 48 ]                                                                                     |                        |                                                                                           |
| Observação: Audiência: 5 pontos                                                            |                        |                                                                                           |
|                                                                                            |                        |                                                                                           |
| N/A                                                                                        | 13 de dezembro de 2012 | Val Marchiori                                                                             |
|                                                                                            |                        |                                                                                           |
| Observação: Audiência: 4 pontos Convidado do Mesa Vermelha: Fábio Rabin, Patrick Maia      |                        |                                                                                           |
|                                                                                            |                        |                                                                                           |
| N/A                                                                                        | 14 de dezembro de 2012 | Stepan Nercessian                                                                         |
|                                                                                            |                        |                                                                                           |
| Observação: Audiência: 4 pontos                                                            |                        |                                                                                           |
|                                                                                            |                        |                                                                                           |
| N/A                                                                                        | 18 de dezembro de 2012 | Goulart de Andrade                                                                        |
| [ 49 ]                                                                                     |                        |                                                                                           |
| Observação: Audiência: 3 pontos                                                            |                        |                                                                                           |
|                                                                                            |                        |                                                                                           |
| N/A                                                                                        | 20 de dezembro de 2012 | Marcelo Lambert                                                                           |
| [ 49 ]                                                                                     |                        |                                                                                           |
| Observação: Audiência: 6 pontos Convidados do Mesa Vermelha: Bruno Motta, Daniel Duncan    |                        |                                                                                           |
|                                                                                            |                        |                                                                                           |
| N/A                                                                                        | 21 de dezembro de 2012 | Gil Brother Away, Mr. Lúdico, Rogério Skylab, Tony da Gatorra                             |
|                                                                                            |                        |                                                                                           |
| Observação: Mesa redonda sobre o fim do mundo                                              |                        |                                                                                           |
|                                                                                            |                        |                                                                                           |

## 3ª temporada (2013)

### Março
| N.º                                                                                          | Data de exibição    | Convidado(s)                                                                                 |
| -------------------------------------------------------------------------------------------- | ------------------- | -------------------------------------------------------------------------------------------- |
| N/A                                                                                          | 5 de março de 2013  | Amaury Jr.                                                                                   |
| [ 50 ]                                                                                       |                     |                                                                                              |
| Observação: Audiência: 4 pontos                                                              |                     |                                                                                              |
|                                                                                              |                     |                                                                                              |
| N/A                                                                                          | 6 de março de 2013  | MC Federado & Os Leleks                                                                      |
|                                                                                              |                     |                                                                                              |
| Observação: Audiência: 3 pontos                                                              |                     |                                                                                              |
|                                                                                              |                     |                                                                                              |
| N/A                                                                                          | 7 de março de 2013  | Elenco do filme Colegas                                                                      |
| [ 51 ]                                                                                       |                     |                                                                                              |
| Observação: Audiência: 3 pontos Convidados do Mesa Vermelha: Bruno Motta, Patrick Maia       |                     |                                                                                              |
|                                                                                              |                     |                                                                                              |
| N/A                                                                                          | 8 de março de 2013  | Catarina Migliorini                                                                          |
| [ 52 ]                                                                                       |                     |                                                                                              |
|                                                                                              |                     |                                                                                              |
|                                                                                              |                     |                                                                                              |
| N/A                                                                                          | 12 de março de 2013 | Aeileen Varejão, Andréa de Nóbrega, Cozete Gomes, Mariana Mesquita, Regina Mansur, Biohazard |
| [ 52 ]                                                                                       |                     |                                                                                              |
|                                                                                              |                     |                                                                                              |
|                                                                                              |                     |                                                                                              |
| N/A                                                                                          | 13 de março de 2013 | Chimbinha, Joelma                                                                            |
| [ 53 ]                                                                                       |                     |                                                                                              |
| Observação: Audiência: 3 pontos                                                              |                     |                                                                                              |
|                                                                                              |                     |                                                                                              |
| N/A                                                                                          | 14 de março de 2013 | Vampeta                                                                                      |
| [ 54 ]                                                                                       |                     |                                                                                              |
| Observação: Convidados do Mesa Vermelha: Marco Luque, Ronald Rios                            |                     |                                                                                              |
|                                                                                              |                     |                                                                                              |
| N/A                                                                                          | 15 de março de 2013 | Márvio Lúcio                                                                                 |
| [ 55 ]                                                                                       |                     |                                                                                              |
|                                                                                              |                     |                                                                                              |
|                                                                                              |                     |                                                                                              |
| N/A                                                                                          | 19 de março de 2013 | Cris Tex, Rodrigo Gasparini, Pedro Carvalho, Caio Andrade, Lucas O'Hara, Carla Cortegoso     |
|                                                                                              |                     |                                                                                              |
|                                                                                              |                     |                                                                                              |
|                                                                                              |                     |                                                                                              |
| N/A                                                                                          | 20 de março de 2013 | Cidade Negra                                                                                 |
| [ 56 ]                                                                                       |                     |                                                                                              |
|                                                                                              |                     |                                                                                              |
|                                                                                              |                     |                                                                                              |
| N/A                                                                                          | 21 de março de 2013 | Celso Portiolli                                                                              |
| [ 57 ] [ 58 ] [ 59 ]                                                                         |                     |                                                                                              |
| Observação: Audiência: 4 pontos Convidados do Mesa Vermelha: Daniel Ducan, Fábio Rabin       |                     |                                                                                              |
|                                                                                              |                     |                                                                                              |
| N/A                                                                                          | 22 de março de 2013 | Reinaldo Kherlakian                                                                          |
| [ 60 ]                                                                                       |                     |                                                                                              |
|                                                                                              |                     |                                                                                              |
|                                                                                              |                     |                                                                                              |
| N/A                                                                                          | 26 de março de 2013 | Inês Brasil, Loucos pela Paz                                                                 |
| [ 61 ]                                                                                       |                     |                                                                                              |
| Observação: Audiência: 3 pontos                                                              |                     |                                                                                              |
|                                                                                              |                     |                                                                                              |
| N/A                                                                                          | 27 de março de 2013 | Professor Nelsão                                                                             |
| [ 62 ]                                                                                       |                     |                                                                                              |
|                                                                                              |                     |                                                                                              |
|                                                                                              |                     |                                                                                              |
| N/A                                                                                          | 28 de março de 2013 | Marco Feliciano                                                                              |
| [ 62 ]                                                                                       |                     |                                                                                              |
| Observação: Audiência: 4 pontos Convidados do Mesa Vermelha: Rogerio Morgado, Márcio Ribeiro |                     |                                                                                              |
|                                                                                              |                     |                                                                                              |
| N/A                                                                                          | 29 de março de 2013 | Antonio Tabet, Ian SBF                                                                       |
| [ 63 ]                                                                                       |                     |                                                                                              |
|                                                                                              |                     |                                                                                              |
|                                                                                              |                     |                                                                                              |

### Abril
| N.º | Data de exibição    | Convidado(s)                                               |
| --- | ------------------- | ---------------------------------------------------------- |
| N/A | 2 de abril de 2013  | Rey Biannchi                                               |
| |                     |                                                            |
| |                     |                                                            |
| |                     |                                                            |
| N/A | 3 de abril de 2013  | Otto, Paulo Emílio Lisboa                                  |
| |                     |                                                            |
| |                     |                                                            |
| |                     |                                                            |
| N/A | 4 de abril de 2013  | Tati Quebra Barraco                                        |
| |                     |                                                            |
| Observação: Convidados do Mesa Vermelha: Victor Camejo, Raphael Pavan                                                   |                     |                                                            |
| |                     |                                                            |
| N/A | 5 de abril de 2013  | Ventania                                                   |
| [ 64 ] |                     |                                                            |
| |                     |                                                            |
| |                     |                                                            |
| N/A | 9 de abril de 2013  | Fernando Pettinatti, Antônio Camano, Odair Cabeça de Poeta |
| |                     |                                                            |
| |                     |                                                            |
| |                     |                                                            |
| N/A | 10 de abril de 2013 | RPM                                                        |
| |                     |                                                            |
| |                     |                                                            |
| |                     |                                                            |
| N/A | 11 de abril de 2013 | Carlos Villagrán, Nelson Machado                           |
| |                     |                                                            |
| |                     |                                                            |
| |                     |                                                            |
| N/A | 12 de abril de 2013 | Penélope Nova                                              |
| [ 65 ] [ 66 ] |                     |                                                            |
| Observação: Convidados do Mesa Vermelha: Daniel Duncan, Carol Zoccoli                                                   |                     |                                                            |
| |                     |                                                            |
| N/A | 16 de abril de 2013 | Décio Piccinini, Xand                                      |
| |                     |                                                            |
| |                     |                                                            |
| |                     |                                                            |
| N/A | 17 de abril de 2013 | Evandro Santo                                              |
| |                     |                                                            |
| |                     |                                                            |
| |                     |                                                            |
| N/A | 18 de abril de 2013 | Márcio Ribeiro                                             |
| [ 67 ] |                     |                                                            |
| Observação: Convidados do Mesa Vermelha: António Raminhos, Robson Nunes Audiência: 4 pontos de média - 5 pontos de pico |                     |                                                            |
| |                     |                                                            |
| N/A | 19 de abril de 2013 | Mauricio de Sousa                                          |
| [ 68 ] |                     |                                                            |
| Observação: Especial em comemoração aos 50 anos de Turma da Mônica.                                                     |                     |                                                            |
| |                     |                                                            |
| N/A | 23 de abril de 2013 | Mario Sergio Cortella                                      |
| [ 69 ] |                     |                                                            |
| |                     |                                                            |
| |                     |                                                            |
| N/A | 24 de abril de 2013 | Danilo Gabriel de Andrade                                  |
| [ 69 ] |                     |                                                            |
| |                     |                                                            |
| |                     |                                                            |
| N/A | 25 de abril de 2013 | Oscar Filho                                                |
| [ 70 ] |                     |                                                            |
| Observação: Convidados do Mesa Vermelha: Luiz França, Oscar Filho                                                       |                     |                                                            |
| |                     |                                                            |
| N/A | 26 de abril de 2013 | Dexterz                                                    |
| [ 71 ] |                     |                                                            |
| |                     |                                                            |
| |                     |                                                            |
| N/A | 30 de abril de 2013 | Aleksandar Mandic                                          |
| [ 72 ] |                     |                                                            |
| |                     |                                                            |
| |                     |                                                            |

### Maio
| N.º | Data de exibição   | Convidado(s)                   |
| --- | ------------------ | ------------------------------ |
| N/A | 1 de maio de 2013  | Luiza Possi                    |
| |                    |                                |
| |                    |                                |
| |                    |                                |
| N/A | 2 de maio de 2013  | Juarez da Tecnomania           |
| [ 73 ] |                    |                                |
| Observação: Audiência: 4 pontos. Convidado do Mesa Vermelha: Maurício Meirelles, Rogerio Morgado                                               |                    |                                |
| |                    |                                |
| N/A | 3 de maio de 2013  | Hélio Castroneves, Tony Kanaan |
| [ 74 ] |                    |                                |
| |                    |                                |
| |                    |                                |
| 300 | 7 de maio de 2013  | Lobão                          |
| [ 75 ] |                    |                                |
| Observação: 300° episódio. |                    |                                |
| |                    |                                |
| N/A | 8 de maio de 2013  | Naldo Benny                    |
| [ 76 ] |                    |                                |
| |                    |                                |
| |                    |                                |
| N/A | 9 de maio de 2013  | Lola Benvenutti                |
| [ 77 ] |                    |                                |
| Observação: Convidados do Mesa Vermelha: Diogo Portugal, Fabiano Cambota, Paulo Vieira                                                         |                    |                                |
| |                    |                                |
| N/A | 10 de maio de 2013 | Marina Lima                    |
| [ 78 ] |                    |                                |
| |                    |                                |
| |                    |                                |
| N/A | 14 de maio de 2013 | Padre Beto                     |
| [ 79 ] |                    |                                |
| |                    |                                |
| |                    |                                |
| N/A | 15 de maio de 2013 | Martinho da Vila               |
| [ 80 ] |                    |                                |
| |                    |                                |
| |                    |                                |
| N/A | 16 de maio de 2013 | Pollo                          |
| [ 81 ] |                    |                                |
| Observação: Convidados do Mesa Vermelha: Mhel Marrer, Rominho Braga                                                                            |                    |                                |
| |                    |                                |
| N/A | 17 de maio de 2013 | João Guilherme                 |
| [ 82 ] |                    |                                |
| |                    |                                |
| |                    |                                |
| N/A | 21 de maio de 2013 | Flávio Saretta, Laysa Machado  |
| [ 83 ] |                    |                                |
| |                    |                                |
| |                    |                                |
| N/A | 22 de maio de 2013 | Maná                           |
| [ 84 ] |                    |                                |
| |                    |                                |
| |                    |                                |
| N/A | 23 de maio de 2013 | Falamansa                      |
| [ 85 ] |                    |                                |
| Observação: Convidados do Mesa Vermelha: Nigel Goodman, Kenny Lopes                                                                            |                    |                                |
| |                    |                                |
| N/A | 24 de maio de 2013 | Criadores do site Omelete      |
| [ 86 ] |                    |                                |
| |                    |                                |
| |                    |                                |
| N/A | 28 de maio de 2013 | Janete Leão Ferraz             |
| [ 87 ] |                    |                                |
| |                    |                                |
| |                    |                                |
| N/A | 29 de maio de 2013 | Márcio Ribeiro                 |
| [ 88 ] |                    |                                |
| Observação: Reapresentação da entrevista apresentada em 18 de abril de 2013, em homenagem ao humorista, que faleceu na madrugada do mesmo dia. |                    |                                |
| |                    |                                |
| N/A | 30 de maio de 2013 | João Paulo Andrade             |
| [ 89 ] |                    |                                |
| Observação: Convidados do Mesa Vermelha: Victor Camejo, Fábio Rabin, Rodrigo Fernandes                                                         |                    |                                |
| |                    |                                |
| N/A | 31 de maio de 2013 | Cia. Barbixas de Humor         |
| [ 90 ] |                    |                                |
| |                    |                                |
| |                    |                                |

### Junho
| N.º | Data de exibição    | Convidado(s)                 |
| --- | ------------------- | ---------------------------- |
| N/A | 4 de junho de 2013  | Mirella Ferraz               |
| [ 91 ] |                     |                              |
| |                     |                              |
| |                     |                              |
| N/A | 5 de junho de 2013  | Zico                         |
| [ 92 ] [ 93 ] |                     |                              |
| Observação: Audiência: 3 pontos                                                                                   |                     |                              |
| |                     |                              |
| N/A | 6 de junho de 2013  | Fabio Puentes                |
| [ 94 ] |                     |                              |
| Observação: Convidados do Mesa Vermelha: Rogerio Morgado, Fábio Güeré                                             |                     |                              |
| |                     |                              |
| N/A | 7 de junho de 2013  | Guilherme Arantes            |
| [ 95 ] |                     |                              |
| |                     |                              |
| |                     |                              |
| N/A | 11 de junho de 2013 | João Barone                  |
| [ 96 ] |                     |                              |
| |                     |                              |
| |                     |                              |
| N/A | 12 de junho de 2013 | Renata Fan                   |
| [ 97 ] |                     |                              |
| |                     |                              |
| |                     |                              |
| N/A | 13 de junho de 2013 | Germano Rehder               |
| [ 98 ] |                     |                              |
| Observação: Convidados do Mesa Vermelha: Nil Agra, Márcio Américo                                                 |                     |                              |
| |                     |                              |
| N/A | 14 de junho de 2013 | Maurício Manfrini            |
| [ 99 ] |                     |                              |
| |                     |                              |
| |                     |                              |
| N/A | 18 de junho de 2013 | Alessandra Maestrini         |
| [ 100 ] [ 101 ]                                                                                                   |                     |                              |
| Observação: Audiência: 2 pontos                                                                                   |                     |                              |
| |                     |                              |
| N/A | 19 de junho de 2013 | Dr. Michael Nova             |
| [ 102 ] |                     |                              |
| |                     |                              |
| |                     |                              |
| N/A | 20 de junho de 2013 | Sheila Mello                 |
| [ 103 ] [ 104 ]                                                                                                   |                     |                              |
| Observação: Audiência: 3 pontos Convidados do Mesa Vermelha: Henrique Fedorowicz, Diguinho Coruja e Carol Zoccoli |                     |                              |
| |                     |                              |
| N/A | 21 de junho de 2013 | Mr. Lúdico                   |
| [ 105 ] |                     |                              |
| Observação: Audiência: 3 pontos                                                                                   |                     |                              |
| |                     |                              |
| N/A | 25 de junho de 2013 | José Luiz Datena             |
| [ 106 ] [ 107 ]                                                                                                   |                     |                              |
| Observação: Audiência: 3 pontos                                                                                   |                     |                              |
| |                     |                              |
| N/A | 26 de junho de 2013 | Milton Nascimento            |
| [ 108 ] [ 109 ]                                                                                                   |                     |                              |
| Observação: Audiência: 3 pontos                                                                                   |                     |                              |
| |                     |                              |
| N/A | 27 de junho de 2013 | Dani Calabresa               |
| [ 110 ] |                     |                              |
| Observação: Convidados do Mesa Vermelha: Dani Calabresa, Osmar Campbell, Bruno Motta                              |                     |                              |
| |                     |                              |
| N/A | 28 de junho de 2013 | Especial AET Awards - 2 Anos |
| |                     |                              |
| |                     |                              |
| |                     |                              |

### Julho
| N.º | Data de exibição    | Convidado(s)                                  |
| --- | ------------------- | --------------------------------------------- |
| N/A | 2 de julho de 2013  | Oba Oba Samba House, Maíra Charken            |
| [ 111 ] |                     |                                               |
| |                     |                                               |
| |                     |                                               |
| N/A | 3 de julho de 2013  | Orival Pessini                                |
| [ 112 ] |                     |                                               |
| |                     |                                               |
| |                     |                                               |
| N/A | 4 de julho de 2013  | Dr. Rey                                       |
| [ 113 ] |                     |                                               |
| Observação: Convidados do Mesa Vermelha: Dr. Rey, Dinho Machado, Daniel Duncan                                            |                     |                                               |
| |                     |                                               |
| N/A | 5 de julho de 2013  | Antônia Fontenelle                            |
| [ 114 ] |                     |                                               |
| |                     |                                               |
| |                     |                                               |
| N/A | 9 de julho de 2013  | Bruno Sutter                                  |
| [ 115 ] |                     |                                               |
| |                     |                                               |
| |                     |                                               |
| N/A | 10 de julho de 2013 | Latino                                        |
| [ 116 ] |                     |                                               |
| |                     |                                               |
| |                     |                                               |
| N/A | 11 de julho de 2013 | China, Thaíde, Mariana Weickert, Rita Batista |
| [ 117 ] |                     |                                               |
| Observação: Convidados do Mesa Vermelha: Dr. Fídias Damaceno, Rominho Braga, Victor Camejo                                |                     |                                               |
| |                     |                                               |
| N/A | 12 de julho de 2013 | Marcelo Nova                                  |
| [ 118 ] |                     |                                               |
| Observação: Convidados do Mesa Vermelha: Marcelo Nova, Serguei, Ultraje a Rigor Programa especial do Dia Mundial do Rock. |                     |                                               |
| |                     |                                               |
| N/A | 16 de julho de 2013 | Sérgio Reis                                   |
| [ 120 ] |                     |                                               |
| |                     |                                               |
| |                     |                                               |
| N/A | 17 de julho de 2013 | Emerson Fittipaldi                            |
| |                     |                                               |
| |                     |                                               |
| |                     |                                               |
| N/A | 18 de julho de 2013 | Richard Rasmussen                             |
| [ 121 ] [ 122 ] |                     |                                               |
| Observação: Convidados do Mesa Vermelha: Victor Camejo, Grupo Queijo, Comédia e Cachaça                                   |                     |                                               |
| |                     |                                               |
| N/A | 19 de julho de 2013 | Deco, Lucas, Leia Freitas                     |
| [ 123 ] |                     |                                               |
| |                     |                                               |
| |                     |                                               |
| N/A | 23 de julho de 2013 | Anderson Silva                                |
| [ 124 ] |                     |                                               |
| |                     |                                               |
| |                     |                                               |
| N/A | 24 de julho de 2013 | José Silvério, Mônica Apor                    |
| [ 125 ] |                     |                                               |
| |                     |                                               |
| |                     |                                               |
| N/A | 25 de julho de 2013 | Eliana                                        |
| [ 126 ] |                     |                                               |
| Observação: Convidados do Mesa Vermelha: Eliana, Fábio Rabin, Renato Tortorelli                                           |                     |                                               |
| |                     |                                               |
| N/A | 26 de julho de 2013 | É o Tchan!                                    |
| [ 127 ] |                     |                                               |
| |                     |                                               |
| |                     |                                               |
| N/A | 30 de julho de 2013 | Oscar Schmidt                                 |
| [ 128 ] |                     |                                               |
| |                     |                                               |
| |                     |                                               |
| N/A | 31 de julho de 2013 | Dani Bolina                                   |
| [ 129 ] |                     |                                               |
| |                     |                                               |
| |                     |                                               |

### Agosto
| N.º                                                                                  | Data de exibição     | Convidado(s)                    |
| ------------------------------------------------------------------------------------ | -------------------- | ------------------------------- |
| N/A                                                                                  | 1 de agosto de 2013  | Sérgio Dias                     |
| [ 130 ]                                                                              |                      |                                 |
| Observação: Convidados do Mesa Vermelha: Mr. Lúdico, Geraldo Magela                  |                      |                                 |
|                                                                                      |                      |                                 |
| N/A                                                                                  | 2 de agosto de 2013  | Michel Teló                     |
| [ 131 ]                                                                              |                      |                                 |
|                                                                                      |                      |                                 |
|                                                                                      |                      |                                 |
| N/A                                                                                  | 6 de agosto de 2013  | Sylvia Design, Girls            |
| [ 132 ] [ 133 ]                                                                      |                      |                                 |
|                                                                                      |                      |                                 |
|                                                                                      |                      |                                 |
| N/A                                                                                  | 7 de agosto de 2013  | Kid Bengala                     |
| [ 134 ]                                                                              |                      |                                 |
|                                                                                      |                      |                                 |
|                                                                                      |                      |                                 |
| N/A                                                                                  | 8 de agosto de 2013  | Luiz Thunderbird                |
| [ 135 ]                                                                              |                      |                                 |
| Observação: Convidados do Mesa Vermelha: Márcio Américo, Filomena                    |                      |                                 |
|                                                                                      |                      |                                 |
| N/A                                                                                  | 9 de agosto de 2013  | Leandro Narloch, Lucas Sperb    |
| [ 136 ]                                                                              |                      |                                 |
|                                                                                      |                      |                                 |
|                                                                                      |                      |                                 |
| N/A                                                                                  | 13 de agosto de 2013 | Pr. Cláudio Duarte              |
| [ 137 ]                                                                              |                      |                                 |
|                                                                                      |                      |                                 |
|                                                                                      |                      |                                 |
| N/A                                                                                  | 14 de agosto de 2013 | Mr. Catra                       |
| [ 138 ]                                                                              |                      |                                 |
|                                                                                      |                      |                                 |
|                                                                                      |                      |                                 |
| N/A                                                                                  | 15 de agosto de 2013 | Marco Luque                     |
| [ 139 ]                                                                              |                      |                                 |
| Observação: Convidados do Mesa Vermelha: Gigante Léo, Cláudio Castro, Heitor Martins |                      |                                 |
|                                                                                      |                      |                                 |
| N/A                                                                                  | 16 de agosto de 2013 | Felipe Neto                     |
| [ 140 ]                                                                              |                      |                                 |
|                                                                                      |                      |                                 |
|                                                                                      |                      |                                 |
| N/A                                                                                  | 20 de agosto de 2013 | Gigante Léo, Dr. Valcinir Bedin |
| [ 141 ]                                                                              |                      |                                 |
|                                                                                      |                      |                                 |
|                                                                                      |                      |                                 |
| N/A                                                                                  | 21 de agosto de 2013 | Sasha Grey                      |
| [ 142 ]                                                                              |                      |                                 |
|                                                                                      |                      |                                 |
|                                                                                      |                      |                                 |
| N/A                                                                                  | 22 de agosto de 2013 | Rafinha Bastos                  |
| [ 143 ]                                                                              |                      |                                 |
| Observação: Convidados do Mesa Vermelha: Edson Duavy, Luiz França                    |                      |                                 |
|                                                                                      |                      |                                 |
| N/A                                                                                  | 23 de agosto de 2013 | Gabriela Spanic                 |
| [ 144 ]                                                                              |                      |                                 |
|                                                                                      |                      |                                 |
|                                                                                      |                      |                                 |
| N/A                                                                                  | 27 de agosto de 2013 | Antony Cassinove                |
|                                                                                      |                      |                                 |
|                                                                                      |                      |                                 |
|                                                                                      |                      |                                 |
| N/A                                                                                  | 28 de agosto de 2013 | Emerson Leão                    |
|                                                                                      |                      |                                 |
|                                                                                      |                      |                                 |
|                                                                                      |                      |                                 |
| N/A                                                                                  | 29 de agosto de 2013 | Marquito                        |
|                                                                                      |                      |                                 |
| Observação: Convidados do Mesa Vermelha: Marcela Leal, Geraldo Magela                |                      |                                 |
|                                                                                      |                      |                                 |
| N/A                                                                                  | 30 de agosto de 2013 | Ademar José Gevaerd             |
|                                                                                      |                      |                                 |
|                                                                                      |                      |                                 |
|                                                                                      |                      |                                 |

### Setembro
| N.º                                                                                | Data de exibição       | Convidado(s)                  |
| ---------------------------------------------------------------------------------- | ---------------------- | ----------------------------- |
| N/A                                                                                | 3 de setembro de 2013  | Focca Barreto, Marcos Manzano |
|                                                                                    |                        |                               |
|                                                                                    |                        |                               |
|                                                                                    |                        |                               |
| N/A                                                                                | 4 de setembro de 2013  | Ronaldo Giovaneli             |
|                                                                                    |                        |                               |
|                                                                                    |                        |                               |
|                                                                                    |                        |                               |
| N/A                                                                                | 5 de setembro de 2013  | Nany People                   |
|                                                                                    |                        |                               |
| Observação: Convidados do Mesa Vermelha: Thiago Carmona, Nany People               |                        |                               |
|                                                                                    |                        |                               |
| N/A                                                                                | 6 de setembro de 2013  | Jason David Frank             |
|                                                                                    |                        |                               |
|                                                                                    |                        |                               |
|                                                                                    |                        |                               |
| N/A                                                                                | 10 de setembro de 2013 | Eduardo Dusek                 |
|                                                                                    |                        |                               |
|                                                                                    |                        |                               |
|                                                                                    |                        |                               |
| N/A                                                                                | 11 de setembro de 2013 | José Aldo                     |
|                                                                                    |                        |                               |
|                                                                                    |                        |                               |
|                                                                                    |                        |                               |
| N/A                                                                                | 12 de setembro de 2013 | Luiz Felipe Pondé             |
|                                                                                    |                        |                               |
| Observação: Convidados do Mesa Vermelha: Rey Bianchi, Luiz Felipe Pondé            |                        |                               |
|                                                                                    |                        |                               |
| N/A                                                                                | 13 de setembro de 2013 | Marcelo Tavares               |
|                                                                                    |                        |                               |
|                                                                                    |                        |                               |
|                                                                                    |                        |                               |
| N/A                                                                                | 17 de setembro de 2013 | Chiquinho Scarpa              |
|                                                                                    |                        |                               |
|                                                                                    |                        |                               |
|                                                                                    |                        |                               |
| N/A                                                                                | 18 de setembro de 2013 | Milton Neves                  |
|                                                                                    |                        |                               |
|                                                                                    |                        |                               |
|                                                                                    |                        |                               |
| N/A                                                                                | 19 de setembro de 2013 | Alexandre Frota               |
|                                                                                    |                        |                               |
|                                                                                    |                        |                               |
|                                                                                    |                        |                               |
| N/A                                                                                | 20 de setembro de 2013 | Suzy (Pianista)               |
|                                                                                    |                        |                               |
| Observação: Convidados do Mesa Vermelha: Victor Camejo, Ronald Rios, Marcos Aguena |                        |                               |
|                                                                                    |                        |                               |
| N/A                                                                                | 24 de setembro de 2013 | Milhem Cortaz                 |
|                                                                                    |                        |                               |
|                                                                                    |                        |                               |
|                                                                                    |                        |                               |
| N/A                                                                                | 25 de setembro de 2013 | Luiza Ambiel                  |
|                                                                                    |                        |                               |
|                                                                                    |                        |                               |
|                                                                                    |                        |                               |
| N/A                                                                                | 26 de setembro de 2013 | Jorge Maria                   |
|                                                                                    |                        |                               |
| Observação: Convidados do Mesa Vermelha: Caju & Castanha, Rominho Braga            |                        |                               |
|                                                                                    |                        |                               |
| N/A                                                                                | 27 de setembro de 2013 | Gabriela Markus, Halder Gomes |
|                                                                                    |                        |                               |
|                                                                                    |                        |                               |
|                                                                                    |                        |                               |

### Outubro
| N.º | Data de exibição      | Convidado(s)                                            |
| --- | --------------------- | ------------------------------------------------------- |
| N/A | 1 de outubro de 2013  | Jakelyne Oliveira                                       |
| |                       |                                                         |
| |                       |                                                         |
| |                       |                                                         |
| N/A | 2 de outubro de 2013  | Babi Rossi                                              |
| |                       |                                                         |
| |                       |                                                         |
| |                       |                                                         |
| N/A | 3 de outubro de 2013  | Pedro Amorim                                            |
| |                       |                                                         |
| Observação: Convidados do Mesa Vermelha: Rodrigo Fernandes, Fábio Güeré                                                     |                       |                                                         |
| |                       |                                                         |
| N/A | 4 de outubro de 2013  | Oscar Maroni                                            |
| |                       |                                                         |
| |                       |                                                         |
| |                       |                                                         |
| N/A | 8 de outubro de 2013  | Elke Maravilha                                          |
| |                       |                                                         |
| |                       |                                                         |
| |                       |                                                         |
| N/A | 9 de outubro de 2013  | Pietra Príncipe                                         |
| |                       |                                                         |
| |                       |                                                         |
| |                       |                                                         |
| N/A | 10 de outubro de 2013 | Ronnie Von                                              |
| |                       |                                                         |
| Observação: Convidados do Mesa Vermelha: LC Galetto, Criss Paiva                                                            |                       |                                                         |
| |                       |                                                         |
| N/A | 11 de outubro de 2013 | Daniel Azulay                                           |
| |                       |                                                         |
| Observação: Especial Dia das Crianças                                                                                       |                       |                                                         |
| |                       |                                                         |
| N/A | 15 de outubro de 2013 | Rafael Nunes, Heitor Dhalia                             |
| |                       |                                                         |
| |                       |                                                         |
| |                       |                                                         |
| N/A | 16 de outubro de 2013 | Marcelinho Carioca                                      |
| |                       |                                                         |
| |                       |                                                         |
| |                       |                                                         |
| N/A | 17 de outubro de 2013 | Felipeh Campos                                          |
| |                       |                                                         |
| Observação: Convidados do Mesa Vermelha: Gabriel, o Pensador, Davi Mansour, Rafinha Bastos                                  |                       |                                                         |
| |                       |                                                         |
| N/A | 18 de outubro de 2013 | Nelson Machado, Cecília Lemes, Garcia Júnior            |
| |                       |                                                         |
| |                       |                                                         |
| |                       |                                                         |
| N/A | 22 de outubro de 2013 | Rosana Jatobá                                           |
| |                       |                                                         |
| |                       |                                                         |
| |                       |                                                         |
| N/A | 23 de outubro de 2013 | Vivi Fernandez                                          |
| |                       |                                                         |
| |                       |                                                         |
| |                       |                                                         |
| N/A | 24 de outubro de 2013 | Supla                                                   |
| |                       |                                                         |
| Observação: Convidados do Mesa Vermelha: Diguinho Coruja, Renato Tortorelli                                                 |                       |                                                         |
| |                       |                                                         |
| N/A | 25 de outubro de 2013 | Neville Page                                            |
| |                       |                                                         |
| Observação: Léo Lins entrevista Demi Lovato                                                                                 |                       |                                                         |
| |                       |                                                         |
| 400 | 29 de outubro de 2013 | Benito di Paula                                         |
| |                       |                                                         |
| Observação: 400º episódio                                                                                                   |                       |                                                         |
| |                       |                                                         |
| N/A | 30 de outubro de 2013 | Batoré                                                  |
| |                       |                                                         |
| Observação: Convidados do Dois brasileiros que nunca se encontrariam para tomar um café: Gabriel, o Pensador e Thaís Bianca |                       |                                                         |
| |                       |                                                         |
| N/A | 31 de outubro de 2013 | Pedro Paulo Ramelão, comediantes do grupo Em Pé na Rede |
| |                       |                                                         |
| Observação: Léo Lins entrevista Gianne Albertoni                                                                            |                       |                                                         |
| |                       |                                                         |

### Novembro
| N.º | Data de exibição       | Convidado(s)                                 |
| --- | ---------------------- | -------------------------------------------- |
| N/A | 1 de novembro de 2013  | Toninho do Diabo                             |
| |                        |                                              |
| Observação: Especial Halloween                                                                                         |                        |                                              |
| |                        |                                              |
| N/A | 5 de novembro de 2013  | Rionegro & Solimões                          |
| |                        |                                              |
| Observação: Léo Lins entrevista Paula Fernandes                                                                        |                        |                                              |
| |                        |                                              |
| N/A | 6 de novembro de 2013  | Bárbara Evans                                |
| |                        |                                              |
| |                        |                                              |
| |                        |                                              |
| N/A | 7 de novembro de 2013  | María Antonieta de las Nieves, Cecília Lemes |
| |                        |                                              |
| |                        |                                              |
| |                        |                                              |
| N/A | 8 de novembro de 2013  | Genival Lacerda                              |
| [ 145 ] |                        |                                              |
| Observação: Convidados do Mesa Vermelha: Diguinho Coruja, Fábio Lins                                                   |                        |                                              |
| |                        |                                              |
| N/A | 12 de novembro de 2013 | Humberto Gessinger, Roberto Losada           |
| [ 146 ] |                        |                                              |
| |                        |                                              |
| |                        |                                              |
| N/A | 13 de novembro de 2013 | Andressa Urach                               |
| [ 147 ] |                        |                                              |
| |                        |                                              |
| |                        |                                              |
| N/A | 14 de novembro de 2013 | Carol Dias                                   |
| [ 148 ] |                        |                                              |
| Observação: Convidados do Mesa Vermelha: André Santi, Rogério Vilela                                                   |                        |                                              |
| |                        |                                              |
| N/A | 15 de novembro de 2013 | Paulinho Moska                               |
| [ 149 ] |                        |                                              |
| |                        |                                              |
| |                        |                                              |
| N/A | 19 de novembro de 2013 | Capital Inicial                              |
| [ 150 ] |                        |                                              |
| |                        |                                              |
| |                        |                                              |
| N/A | 20 de novembro de 2013 | Eduardo Costa                                |
| [ 151 ] |                        |                                              |
| Observação: Convidada do Jogo Sujo: Luiza Ambiel                                                                       |                        |                                              |
| |                        |                                              |
| N/A | 21 de novembro de 2013 | Dai Macedo                                   |
| [ 152 ] |                        |                                              |
| Observação: Convidados do Mesa Vermelha: Luiz França, Escroto Gomes                                                    |                        |                                              |
| |                        |                                              |
| N/A | 22 de novembro de 2013 | Yudi Tamashiro                               |
| [ 153 ] |                        |                                              |
| Observação: Convidados do Dois brasileiros que nunca se encontrariam para tomar um café: Felipeh Campos e Marcos Mohai |                        |                                              |
| |                        |                                              |
| N/A | 26 de novembro de 2013 | André Akkari                                 |
| [ 154 ] |                        |                                              |
| |                        |                                              |
| |                        |                                              |
| N/A | 27 de novembro de 2013 | Popó                                         |
| [ 155 ] |                        |                                              |
| |                        |                                              |
| |                        |                                              |
| N/A | 28 de novembro de 2013 | Rodrigo Batalha                              |
| [ 156 ] |                        |                                              |
| Observação: Convidados do Mesa Vermelha: Thiago Carmona, Gil Brother Away                                              |                        |                                              |
| |                        |                                              |
| N/A | 29 de novembro de 2013 | Gominho                                      |
| [ 157 ] |                        |                                              |
| Observação: Jurados do The Voice Fina: Detonator, Diguinho Coruja, Ovelha                                              |                        |                                              |
| |                        |                                              |

### Dezembro
| N.º | Data de exibição       | Convidado(s)                |
| --- | ---------------------- | --------------------------- |
| N/A | 3 de dezembro de 2013  | João Dória Jr.              |
| [ 158 ] |                        |                             |
| |                        |                             |
| |                        |                             |
| N/A | 4 de dezembro de 2013  | Breno Masi, Éverton Ribeiro |
| [ 159 ] |                        |                             |
| |                        |                             |
| |                        |                             |
| N/A | 5 de dezembro de 2013  | Ed Motta                    |
| [ 160 ] |                        |                             |
| Observação: Convidados do Mesa Vermelha: Murilo Gun, Escroto Gomes, Jeffinho                                             |                        |                             |
| |                        |                             |
| N/A | 6 de dezembro de 2013  | Mônica Sousa                |
| [ 161 ] |                        |                             |
| Observação: Jurados do The Voice Fina: Detonator, Diguinho Coruja, Kiko Zambianchi                                       |                        |                             |
| |                        |                             |
| N/A | 10 de dezembro de 2013 | Rodrigo Constantino         |
| [ 162 ] |                        |                             |
| |                        |                             |
| |                        |                             |
| N/A | 11 de dezembro de 2013 | Biro-Biro                   |
| [ 163 ] |                        |                             |
| Observação: Convidados do Dois brasileiros que nunca se encontrariam para tomar um café: Heloísa Faissol e Ovelha        |                        |                             |
| |                        |                             |
| N/A | 12 de dezembro de 2013 | Sabrina Parlatore           |
| [ 164 ] |                        |                             |
| Observação: Convidados do Mesa Vermelha: Bricio Loureiro, Thiago Ventura                                                 |                        |                             |
| |                        |                             |
| N/A | 13 de dezembro de 2013 | Fat Family                  |
| [ 165 ] |                        |                             |
| Observação: Léo Lins entrevista Ivete Sangalo                                                                            |                        |                             |
| |                        |                             |
| N/A | 17 de dezembro de 2013 | Professor Pasquale          |
| [ 166 ] |                        |                             |
| |                        |                             |
| |                        |                             |
| N/A | 18 de dezembro de 2013 | Gusttavo Lima               |
| [ 167 ] |                        |                             |
| Observação: Convidados do Dois brasileiros que nunca se encontrariam para tomar um café: Marcos Oliver, Juliana Oliveira |                        |                             |
| |                        |                             |
| N/A | 19 de dezembro de 2013 | Rafa Brites                 |
| [ 168 ] |                        |                             |
| Observação: Convidados do Mesa Vermelha: Rafinha Bastos, Escroto Gomes                                                   |                        |                             |
| |                        |                             |
| N/A | 20 de dezembro de 2013 | Kiko Zambianchi             |
| [ 169 ] |                        |                             |
| |                        |                             |
| |                        |                             |
| N/A | 25 de dezembro de 2013 | Simon Wajntraub             |
| [ 170 ] |                        |                             |
| Observação: Convidada do Jogo Sujo: Mulher Filé                                                                          |                        |                             |
| |                        |                             |
| N/A | 26 de dezembro de 2013 | Roberto Vascon              |
| [ 171 ] |                        |                             |
| Observação: Convidados do Mesa Vermelha: Victor Camejo, Thiago Ventura, Rogerio Morgado                                  |                        |                             |
| |                        |                             |
| N/A | 27 de dezembro de 2013 | André Vasco                 |
| [ 172 ] |                        |                             |
| Observação: Convidados do Dois brasileiros que nunca se encontrariam para tomar um café: Gil Brother Away e Paloma Tocci |                        |                             |
| |                        |                             |
| N/A | 31 de dezembro de 2013 | Especial de Fim de Ano      |
| [ 173 ] |                        |                             |
| Observação: Audiência: 1,8 ponto                                                                                         |                        |                             |
| |                        |                             |